# Aleja Władysława Sikorskiego w Kaliszu
Aleja Władysława Sikorskiego – aleja w Kaliszu położona w dzielnicy Chmielnik. Została wybudowana w latach 1981–1991 i ma 980 metrów długości. Jest ona przedłużeniem alei Wojska Polskiego, która łączy ją z ulicą Warszawską. Jest jednojezdniowa i stanowi fragment drogi krajowej nr 12 przez co panuje na niej duży ruch. Już podczas jej budowy pomyślano o dobudowie w przyszłości drugiej jezdni, jednak obecnie nie ma takich planów. Mimo dosyć stromej doliny Prosny nie ma tutaj ostrego wjazdu (w stronę ulicy Warszawskiej) co ułatwia przejazd ciężkim tirom, których jeździ tutaj dużo. Okolice alei są słabo zagospodarowane – jest przy niej zaledwie kilka budynków, w tym jedna firma. Kursuje tutaj linia autobusowa nr 6.